# 聖母聖名主教座堂

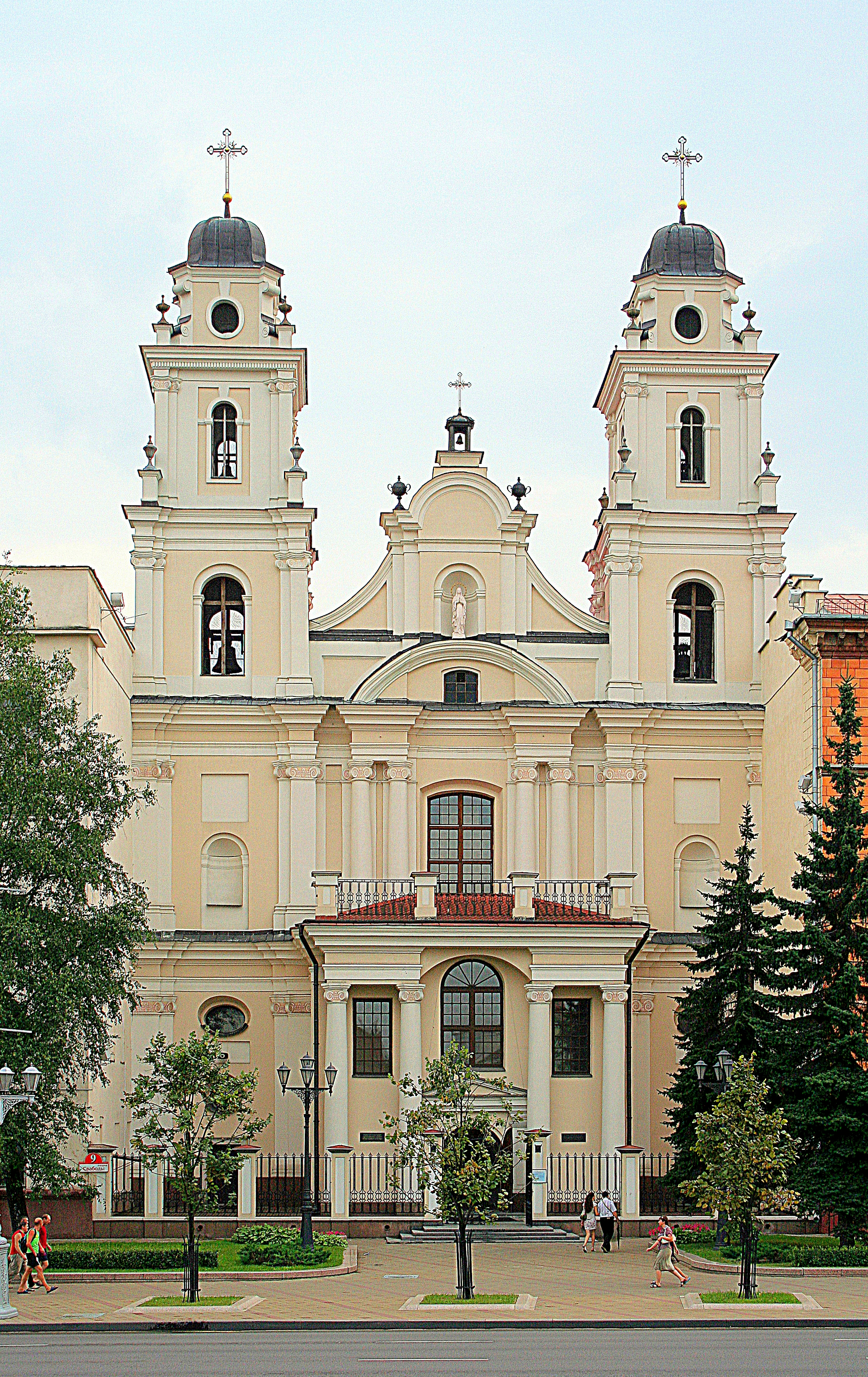

聖母聖名主教座堂是位於白俄羅斯明斯克的一座羅馬天主教的主教座堂，是天主教明斯克-莫吉廖夫總教區的主教座堂。教堂始建於1710年。

## 外部連結
- 维基共享资源上的相關多媒體資源：聖母聖名主教座堂
- The Cathedral's official website